# Milko Bjelica
Milko Bjelica (in montenegrino Милко Бјелица; Belgrado, 4 giugno 1984) è un cestista montenegrino.

## Carriera
Con il Montenegro ha disputato i Campionati mondiali del 2019 e due edizioni dei Campionati europei (2011, 2013).

## Palmarès
- Campionato lituano: 2

Lietuvos rytas: 2008-09, 2009-10
- Campionato serbo: 1

Stella Rossa Belgrado: 2016-17
- Coppa di Serbia e Montenegro: 2

Stella Rossa Belgrado: 2004, 2006
- Coppa di Turchia: 1

Anadolu Efes: 2014-15
- Coppa di Serbia: 1

Stella Rossa Belgrado: 2017
- Lega Baltica: 1

Lietuvos rytas: 2008-09
- Eurocup: 1

Lietuvos rytas: 2008-09
- Lega Adriatica: 1

Stella Rossa Belgrado: 2016-17